# Netwerk Aalst
Netwerk Aalst sinds 2024 NW Aalst is een ontmoetingsplek, een internationaal centrum voor hedendaagse kunst en een onafhankelijk filmhuis in Aalst, België.  

## Ontstaan en geschiedenis

### Kunstencentrum
In 1981 werd het socio-cultureel centrum Netwerk opgericht in een leegstaande groothandel in het centrum van Aalst. In zijn vroegste vorm programmeerde de instelling een combinatie van beeldende kunst, theater, dans en literatuur maar ook concerten met een focus op jazz en punkmuziek. Doorheen de jaren 90 breidde Netwerk zijn tentoonstellingsruimte verder uit, waardoor het zich meer kon gaan toeleggen op beeldende kunst. Tot en met de opening van het Cultureel Centrum De Werf (CC De Werf), dat gelegen is aan de linkeroever van de Dender, was Netwerk Aalst het enige centrum voor cultuur in Aalst. 

### Netwerk Galerij
In 2001 erkende de Vlaamse Gemeenschap Netwerk Galerij als centrum voor beeldende kunst en Netwerk als een volwaardig (podium)kunstencentrum. Hierdoor werd het mogelijk om te professionaliseren en een nieuwe locatie te zoeken. De instelling verhuisde naar de voormalige Passementerie Van den Brulle (textielfabriek) gelegen aan de rechteroever van de Dender. Later werden beide centra gefuseerd tot een centrum met een focus op beeldende kunst. In 2005 werd het centrum erkend als beeldende kunsthal.  

### Netwerk Aalst
In 2017 startte Netwerk een transitie die resulteerde in een nieuwe programmastructuur en interne organisatie waarbij het sterker focust op de noden in het beeldende kunstenveld en opnieuw de nadruk legt op Aalst. Netwerk, vanaf toen Netwerk Aalst, vulde de kunsthalwerking in 2019 eveneens aan met een volwaardige filmhuiswerking en een programma door derden. 
Netwerk Aalst zet de kunstenaar centraal en zet hiervoor verschillende trajecten op om faire en inclusieve praktijkprincipes door te voeren. Zo was Netwerk Aalst deel van de Coalition of the Willing (2017-2019) met BUDA, Beursschouwburg en detheatermaker, The Institute of the Visible (2017-2019) met De Appel (Amsterdam) en Grazer Kunstverein (Graz), Maintenant met BAU (Bolzano) en Grazer Kunstverein (Graz), het traject Scan en Do en was het medevormgever van Juist is Juist.

### NW Aalst
Sinds 2024 werd de naam van Netwerk gewijzigd naar NW en deed een heropening op 20 maart 2024. De zalen en het gebouw werd vernieuwd met behoud van het industriële karakter. 

## Werking

### Netwerk Kunsthal

#### Episodes

##### The Unreliable Protagonist (2017 - 2019)
The Unreliable Protagonist is een twee jaar durende episode die zich verspreidt in verschillende (solo)tentoonstellingen met zes kunstenaars als spilfiguren: Pedro Barateiro, Ghislaine Leung, Daniela Ortiz, Imogen Stidworthy, Jozef Wouters en Andros Zins-Browne. Hiernaast worden ook tal van kleinere tentoonstellingen en evenementen georganiseerd. In het kader van het traject gaat Netwerk de samenwerking aan met internationale kunstinstellingen zoals De Appel (Amsterdam) en KADIST (Parijs). In het kader van dit traject werkt Netwerk Aalst ook samen met de Stad Aalst aan de hand van wandelingen, interventies in de publieke ruimte en het organiseren van evenementen. 
- 23/09/17 - 17/12/17: The Absent Artist (An Exhibition for Jozef) met Danai Anesiadou & Sophie Nys, Anna Jermolaewa, Patrizio Di Massimo, Diederik Peeters, Francesco Pedraglio
- 23/09/17 - 17/12/17: The Opening Monologue met Pedro Barateiro
- 03/02/18 - 01/07/18: Sci Fi Agit Prop, Tamás Kaszás (in samenwerking met de Appel), Sci Fi Agit Prop is een tentoonstelling die plaatsvindt op twee locaties (Netwerk Aalst en De Appel). In het kader hiervan is er ook en symposium dat zowel in Aalst als in Amsterdam plaatsvindt.
- 03/02/18 - 29/04/18: They Keep Chewing Walls, Chrysanthi Koumianaki
- 29/09/18 - 16/12/18: Concrete, Concrete, Sarah Smolders
- 29/09/18 - 16/12/18: Atlas Unlimited, Karthik Pandian, Andros Zins-Browne
- 06/04/19 - 30/06/19: Dialogues with People [...], Imogen Stidworthy
- 28/09/19 - 01/12/19: ALIAS, Bianca Baldi, Omar A. Chowdhury, Lucile Desamory, Ieva Epnere, Ghislaine Leung, Virginia Lupu, Wendy Morris, Daniela Ortiz, Ria Pacquée, Tai Shani

##### The Astronaut Metaphor (2020 - 2022)
De tweede episode, The Astronaut Metaphor, brengt een evoluerend programma over politiek, esthetiek en de mens. Er wordt nagedacht over de positie en rol die kunstenaars, schrijvers, denkers, instellingen en hun praktijken kunnen innemen binnen een complexe publieke sfeer. Met The Astronaut Metaphor wil Netwerk Aalst begrijpen wat een integrale ondersteuning van kunstenaars kan inhouden en hoe ze Netwerk Aalst kunnen heruitvinden vanuit de noden en wensen van de artistieke praktijken met het hier en nu van Aalst als kompas. De titel van deze episode komt van een publicatie geschreven door Petra Trivisi en gepubliceerd door Duvida Press.
- 08/02/20 - 18/10/20: Occupie Paradit, Alex Cecchetti, Laure Prouvost
- 05/09/20 - 18/10/20: Love Among the Artists, onderdeel van Occupie Paradit, Brook Andrew, Sam Belinfante, Liesel Burisch, Audrey Cottin, Vianney Fivel, Alexis Gautier, Maud Gyssels, Hadassa Ngamba, Otobong Nkanga, Pia Östlund, Alex Reynolds, Jonas Staal
- 12/12/20 - 14/03/21: No one would have believed - Niemand zou hebben geloofd - Personne n'aurait cru, met Runo Lagomarsino en Wendy Morris, gecureerd door Laurens Dhaenens en Fernanda Pitta, in samenwerking met de Pinacoteca de São Paulo.
- 23/01/2021 - 28/02/21: New Songs for Old Cities, met Dries Boutsen, Che-Yu Hsu, Katya Ev, Helen Anna Flanagan, Dani Ghercă, Aziz Hazara, Olivia Hernaïz, Nikolay Karabinovych, Diego Lama, Nokukhanya Langa, Gaëlle Leenhardt, Hadassa Ngamba, Elisa Pinto, Paulius Šliaupa, Oussama Tabti en Luca Vanello, gecureerd door Daniella Géo, Piet Mertens en Pieternel Vermoortel, in samenwerking met HISK en de stad Aalst

#### Residenties
Van 2004 tot 2017 huisde Netwerk tal van beeldende kunstenaars en performers in hun residentieprogramma en faciliteerde hen zo in onderzoek en productie. In het kader hiervan beschikt Netwerk Aalst ook over een eigen kunstenaarsverblijf. 
- 2017: Edgar Schmitz, fieldworks (Heine Avdal & Yukiko Shinozaki)
- 2016: Ned McConnell, buren, Christian Nyampeta, Brecht Ameel, Claire Stragier, Edurne Rubio, Christelle Fillod & Farbice Moinet, Julia Eckhardt.
- 2015: Alexandra Dementieva, Claire Stragier, Effi & Amire, "...juste poru voir"
- 2014: Michael Shmid / Nicolas Field, Edurne Rubio
- 2013: Antje Van Wichelen, Alexandra Dementieva, Hans Byssinck, Tom heene, Julien Bruneau, Lilia Mestre & Marcos Simões, Phulippe Beloul
- 2012: Julien Burneau, Edurne Rubio, Andros Zins-Browne, Adrien Lucca & Robert Ochshorn, Hans Bryssinck & Diederik Peeters, Black To Comm, Sonia Si Ahmed & Maya Dalinksy, David Bergé
- 2011: Fieldworks, Reidemeister Move, Kasja Sandström, Tim Vets, Werkplaats Typografie
- 2010: B.I.G, Colette Broeckaert, Christoph Ragg en Joanna Baillie
- 2009: Hans Bryssinck & Diederik Peeters, Kasja Sanström & David Bergé, Griet Dobbels & Dolores Bouckaert, Christophe De Boeck, ERG, Experimenteel Atelier Sint Lucas Gent, Aernoudt Jacobs & Julia Eckhardt, Sarah Dhont & Jelle Clarisse
- 2008: Aernoudt Jacobs & Julia Eckhardt, Sarah Dhont & Jelle Clarisse
- 2008: Aernoudt Jacobs, Mette Advardsen, Barbara Mavro thalassitis, Christophe Meierhans & Anna Rispoli, Frederik De Wilde, Dolores Hulan & Carl De Smet, Bent Object, Frederik De Wilde, deepblue
- 2007: N-Collective, Chuck Norris Doesn't Sleep, He Waits ... , Frederik De Wilde, Liv Hanne Haugen
- 2006: Alexandre Le Petit, Christoph De Boeck, Ula Sickle, Roberta DC vzw, Heine Avdal, Tawny Andersen -  Alexandre Le Petit
- 2005: Olga de Soto, Julien Bruneau, Michel Yang / Gross Details - f,r,o,g,s opensource, Paul Deschanel Movement Research Group, Einat Tuchman
- 2004: Christoph Ragg, Christophe Meierhans en Heike Langsdorf, f,r,o,g,s,-opensource, Alexis Destoop.

### Netwerk Film
Netwerk faciliteert ook een eigen filmhuis waar het tweemaal per week films toont. De filmzaal situeert zich in de theaterzaal. Gedurende de zomermaanden organiseert Netwerk Aalst zomerfilms die in openlucht worden vertoond.  

### Café
De instelling huist ook een eigen café, een ruimte die ook wordt ingezet voor artistieke praktijken en evenementen. In 2018 vond er bijvoorbeeld Bureau D'alimentation plaats, een drieledig event in het kader van de tentoonstelling Sci Fi Agit Prop, Tamás Kaszás.